# Дуэ (кантон)
Дуэ (фр. Douai) — кантон во Франции, находится в регионе О-де-Франс, департамент Нор, округ Дуэ.
Кантон образован в результате реформы 2015 года на основе упраздненного кантона Дуэ-Сюд-Уэст.

## Состав кантона
В состав кантона входят коммуны (население по данным Национального института статистики за 2017 г.):
- Дуэ (39 700 чел.)
- Куршелет (2 809 чел.)
- Кюэнси (6 435 чел.)
- Ламбр-ле-Дуэ (5 125 чел.)
- Ловен-Планк (1 679 чел.)
- Флер-ан-Эскребьё (5 856 чел.)
- Эскершен (891 чел.)

## Политика
На президентских выборах 2022 г. жители кантона отдали в 1-м туре Марин Ле Пен 31,3 % голосов против 24,6 % у Жана-Люка Меланшона и 23,5 % у Эмманюэля Макрона; во 2-м туре в кантоне победила Ле Пен, получившая 50,5 % голосов. (2017 год. 1 тур: Марин Ле Пен – 29,1 %,  Жан-Люк Меланшон – 22,9 %, Эмманюэль Макрон – 18,8 %, Франсуа Фийон – 15,7 %; 2 тур: Макрон – 55,8 %. 2012 год. 1 тур: Франсуа Олланд — 29,8 %, Николя Саркози — 22,6 %, Марин Ле Пен — 21,9 %; 2 тур: Олланд — 56,7 %).
С 2015 года кантон в Совете департамента Нор представляют бывший мэр коммуны Ловен-Планк, президент Совета департамента Кристиан Пуаре (Christian Poiret) и вице-мэр коммуны Ламбр-ле-Дуэ Каролин Санчес (Caroline Sanchez) (оба — Разные правые).
|                | Кандидаты                     | Партия                   | Первый тур | Первый тур     | Второй тур | Второй тур |
| Кол-во голосов | Кандидаты                     | Партия                   | % голосов  | Кол-во голосов | % голосов  |            |
| -------------- | ----------------------------- | ------------------------ | ---------- | -------------- | ---------- | ---------- |
|                | Кристиан Пуаре Каролин Санчес | Разные правые            | 4 362      | 35,36          | 6 438      | 51,38      |
|                | Катя Битнер Фредерик Шеро     | Левый блок – Зелёные     | 4 142      | 33,58          | 6 093      | 48,62      |
|                | Шанталь Божанек Тибо Франсуа  | Национальное объединение | 3 121      | 25,30          |            |            |
|                | Патрисия Булан Сирил Гранден  | Непокорённая Франция     | 710        | 5,76           |            |            |

|                | Кандидаты                                  | Партия                      | Первый тур | Первый тур     | Второй тур | Второй тур |
| Кол-во голосов | Кандидаты                                  | Партия                      | % голосов  | Кол-во голосов | % голосов  |            |
| -------------- | ------------------------------------------ | --------------------------- | ---------- | -------------- | ---------- | ---------- |
|                | Кристиан Пуаре Каролин Санчес              | Разные правые               | 5 852      | 32,85          | 10 858     | 60,82      |
|                | Шанталь Божанек Жан-Поль Вермёлен          | Национальный фронт          | 6 196      | 34,78          | 6 994      | 39,18      |
|                | Жан-Мари Дюпир Анн Ле Герн                 | Социалистическая партия     | 2 641      | 14,82          |            |            |
|                | Жан-Филипп Налеважек Брижитт Фонаффе-Лериш | Левый фронт                 | 1 393      | 7,82           |            |            |
|                | Люсиль Вашё Эрве Мортелетт                 | Европа Экология — «Зелёные» | 969        | 5,44           |            |            |
|                | Франсуа Гиффар Мартин Шербюис              | Разные левые                | 765        | 4,29           |            |            |